# Prohylus phanthasma
Prohylus phanthasma – gatunek chrząszcza z rodziny kózkowatych i podrodziny zgrzypikowych. Jedyny przedstawiciel rodzaju Prohylus.

## Zasięg występowania
Gatunek ten występuje w północnej Brazylii, notowany w stanie Pará.